# Boquitas pintadas
Pour plus de détails, voir Fiche technique et Distribution.
Boquitas pintadas (traduction littérale en français : Les lèvres maquillées) est un film argentin réalisé par Leopoldo Torre Nilsson, d'après le roman homonyme écrit par Manuel Puig, et sorti en 1974.

## Synopsis
Quand elle apprend que Juan Carlos Etchepare est décédé dans un sanatorium pour tuberculeux, Nené, mariée et mère de deux enfants, se remémore la passion qu'elle éprouva pour ce jeune homme, dix ans auparavant. Elle entame alors une correspondance émue avec la mère du disparu et constate, au fil de ses lettres, combien le souvenir de cet amour pèse encore sur son présent.

## Fiche technique
- Titre du film : Boquitas pintadas
- Titre alternatif : Petites bouches peintes
- Réalisation : Leopoldo Torre Nilsson
- Assistant réalisateur : Rodolfo Mortola
- Scénario : Beatriz Guido (es), L. Torre Nilsson, Luiz Pico Estrada d'après le roman de Manuel Puig, Boquitas pintadas ou Le Plus beau tango du monde (1969).
- Photographie : Anibal di Salvo - Noir et blanc et Couleur, 1,66 : 1
- Musique : Waldo de los Ríos
- Son : José Grammático
- Décors : Miguel Ángel Lumaldo
- Montage : Antonio Ripoll
- Costumes : Leonor Puga Sabate
- Production : Juan José Jusid, L. Torre Nilsson pour Directores Asociades S.A.
- Pays d'origine :  Argentine
- Langue : Espagnol
- Durée : 120 minutes
- Date de sortie : 23 mai 1974 en Argentine

## Distribution
- Alfredo Alcón : Juan Carlos Etchepare
- Marta González : Nené
- Luisina Brando : Mabel Saénz
- Raúl Lavié : Pancho
- Lenor Manso : Antonia/La Rabadilla
- Isabel Pisano : Celia Etchepare
- Cipe Lincovsky : Elsa
- Mecha Ortiz : la gitane
- Oscar Pedemonti : Donato
- Luis Politti : le docteur

## Récompenses
- Prix spécial du Jury et Coquille d'Argent du meilleur réalisateur au Festival de Saint-Sébastien 1974

## Commentaire
- « La version filmique de Boquitas pintadas est un remarquable exemple de bonne conjonction entre littérature et cinéma - probablement parce que tant l'écrivain Manuel Puig que le réalisateur Leopoldo Torre Nilsson eurent une forte relation avec les deux formes de narration »[1]. En effet, l'œuvre de Puig regorge de techniques cinématographiques. De son côté, le cinéaste argentin parvient à mettre en images la richesse et la diversité du texte littéraire. « La plastique des cadrages, le rythme narratif soutenu, les excellentes interprétations, les décors et costumes d'époque, tout contribue à traduire le texte de Puig dans le langage cinématographique grâce à une réécriture fidèle et en même temps originale. »[1]
- Le titre de Boquitas pintadas est issu d'un fox-trot de Carlos Gardel et Alfredo Le Pera, Rubias de New York dont les paroles disent : « délicieuses créatures parfumées, je veux un baiser de vos lèvres maquillées (deliciosas criaturas perfumadas, quiero el beso de sus boquitas pintadas) ». Carlos Gardel l'avait d'ailleurs initialement chanté dans un film américain de Louis Gasnier, El tango en Broadway (es) en 1934.
- Toutefois, ce qu'il convient de retenir d'une mise en scène influencée par l'expressionnisme, ce sont, avant tout, et cela n'étonnera point dans l'œuvre de Torre Nilsson, « jalousies et passions marquées par une sexualité débridée et compulsive »[1] et que l'on dissimule sous un rideau de comportements civilisés et néanmoins hypocrites.